# Mazères-de-Neste
Mazères-de-Neste település Franciaországban, Hautes-Pyrénées megyében. Lakosainak száma 346 fő (2022. január 1.). Mazères-de-Neste Cuguron, Gourdan-Polignan, Montréjeau, Aventignan, Saint-Paul és Tibiran-Jaunac községekkel határos.

## Népesség
A település népességének változása:
| Lakosok száma | 325  | 326  | 333  | 330  | 333  | 337  | 338  | 341  | 346  |
|               | 2013 | 2015 | 2016 | 2017 | 2018 | 2019 | 2020 | 2021 | 2022 |